# Imam Al-Khoei Benevolent Foundation

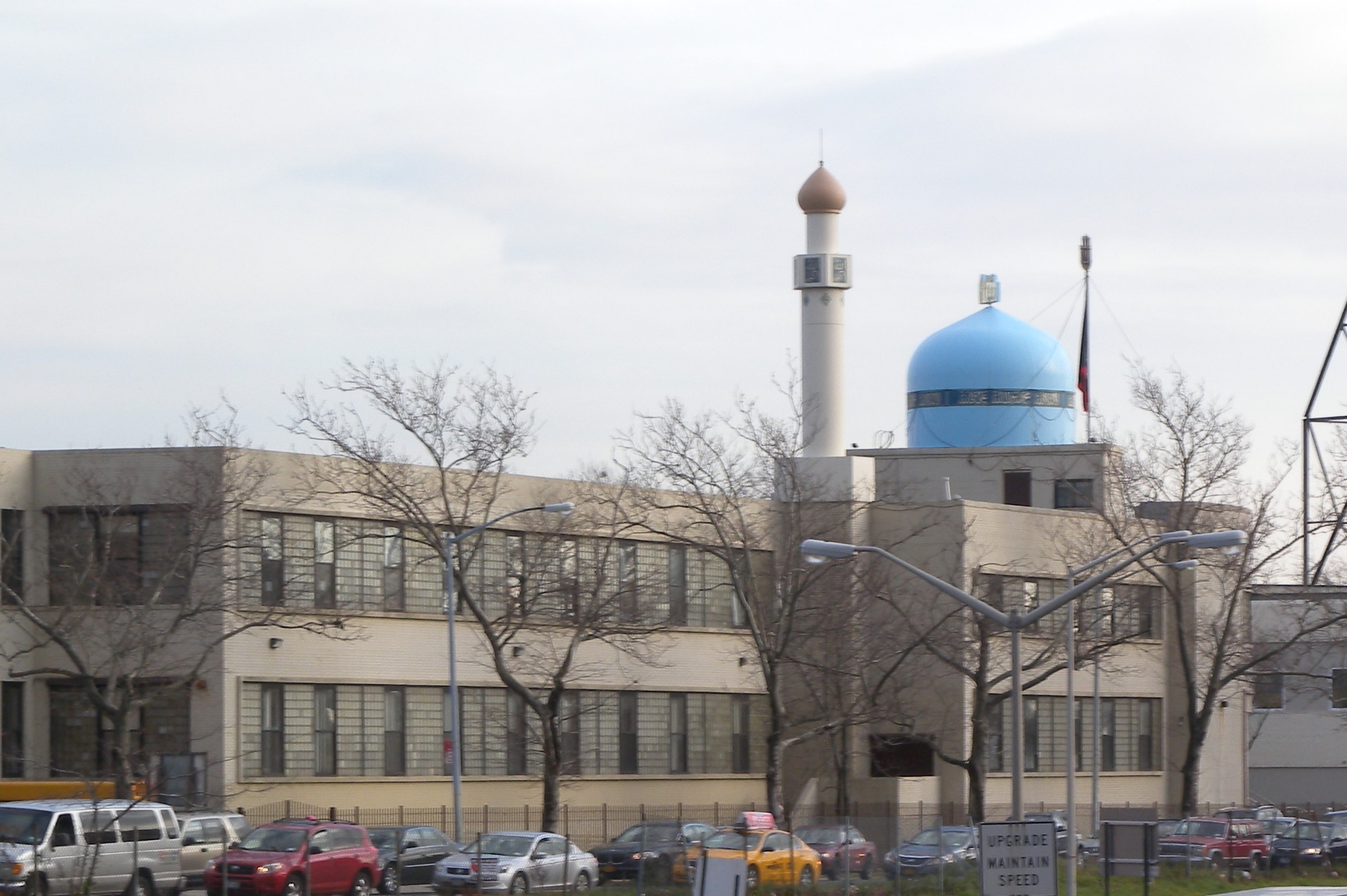
Al-Iman-Schule und Al-Khoei Foundation-Vertretung in New York

Die Imam Al-Khoei Benevolent Foundation ist eine internationale religiöse Stiftung. Der schiitische Großajatollah Abulkassem al-Choei (geb. 1899 in Choi, Iran; gest. 1992 in Kufa, Irak, ermordet), der Leiter der Hawza in Nadschaf (Irak), gründete die Stiftung 1989.
Ihr Generalsekretär war, der Unterzeichnerliste der Botschaft aus Amman (Amman Message) zufolge, Sayyid Abd al-Sahib al-Choei aus dem Irak, Abbas Mahajarani aus dem Vereinigten Königreich ist eines ihrer hochrangigen Mitglieder, Ghanem Jawad Direktor für kulturelle Angelegenheiten.
Der zeitlich etwas späteren Unterzeichnerliste von “Ein gemeinsames Wort zwischen Uns und Euch” (2007) zufolge ist der schiitische Geistliche Seyyed Jawad Al-Khoei (جواد الخوئي) der Generalsekretär der Al-Khoei International Foundation (مؤسسة الإمام الخوئي العالمية), deren Sitz in London ist.
Der Website des Berkley Center for Religion, Peace and World Affairs zufolge ist Yosif al-Choei „Executive Director“ der Al-Khoei Foundation in London.
Die schiitische dschafaritische Fatwa der Imam Al-Khoei Benevolent Foundation zur Botschaft aus Amman kam aus dem Vereinigten Königreich.
Die Al-Khoei Foundation begann Hilfsaktionen in Teilen des südlichen Irak nach dem Ersten Golfkrieg, sie lieferte Hilfsgüter unter Missachtung der US-Sanktionen.
The Guardian schreibt:

“Khoei was also concerned to put the Shia faith in a better light in the west, after its shameful misrepresentation, especially in the US press during the Iranian revolution and the Iran-Iraq war, when to be a Shia was virtually equated with being a fanatic – a time, when, as he recalled, there were those in the US who were ‚scared to shake hands with a man in a black turban‘.
The result of his efforts was that the al-Khoei Foundation became a UN-affiliated consultative body, and the voice of the worldwide Shia community was heard at last in the halls of power, both east and west.”

„Khoei war auch darum besorgt, den schiitischen Glauben im Westen in ein besseres Licht zu rücken, nach seiner schändlichen Falschdarstellung, vor allem in der US-Presse während der Iranischen Revolution und dem Iran-Irak-Krieg, als ein Schiit zu sein praktisch gleichgesetzt wurde mit ein Fanatiker zu sein – eine Zeit, als, wie er sich erinnerte, es Menschen in den USA gab, die davor „zurückschreckten, einem Mann mit einem schwarzen Turban die Hand zu geben“.
Das Ergebnis seiner Bemühungen war, dass die al-Khoei-Stiftung eine der UN-angeschlossene beratende Körperschaft wurde, und die Stimme der weltweiten Schia-Gemeinschaft wurde in den Hallen der Macht endlich gehört, sowohl im Osten als auch im Westen.“

Der Leiter der Stiftung, Abd al-Madschid al-Khoei, wurde bei seiner Rückkehr 2003 während des Besuchs der Imam-Ali-Moschee von Unterstützern der Mahdi-Armee von Muqtada as-Sadr mit seinen im Exil gewesenen Begleitern ermordet.

## Einrichtungen
Die Stiftung unterhält in vielen Ländern der Welt Einrichtungen:
- New York, USA, 8989 Van Wyck Expway East, NY 11435 40° 42′ 3″ N, 73° 48′ 54″ W
  - Al-Iman-Schule und Al-Khoei Foundation Vertretung
- London, Vereinigtes Königreich, Stone Hall, Chevening Road, London, NW6 6TN 51° 32′ 23″ N, 0° 12′ 34″ W
  - Al-Sadiq-Schule (für Jungen) and Al-Zahra-Schule (für Mädchen)
  - Al-Khoei Moschee,  Al-Khoei Foundation Vertretung
- Montreal, Kanada, 7085 Côte-des-Neiges, Montréal, Québec H3R 2M1 45° 30′ 18″ N, 73° 38′ 32″ W
  - Al Houda Schule und Al-Khoei Foundation Vertretung
- Paris, Frankreich, 5 Rue Paul Langevin, 93260 Les Lilas 48° 52′ 58″ N, 2° 25′ 29″ O
- Swansea, Vereinigtes Königreich, 88A ST Helens Road, Swansea SA1 4BQ 51° 36′ 54″ N, 3° 57′ 27″ W
  - Arabic School, Imam Khoei Islamic Centre
- Islamabad, Pakistan, F07/4 Islamabad, P.O. Box 2405